# La Chapelle-en-Valgaudémar
La Chapelle-en-Valgaudémar é uma comuna francesa na região administrativa da Provença-Alpes-Costa Azul, no departamento de Altos-Alpes. Estende-se por uma área de 108,02 km². Em 2010 a comuna tinha 108 habitantes (densidade: 1 hab./km²).